# Alfa Romeo Disco Volante

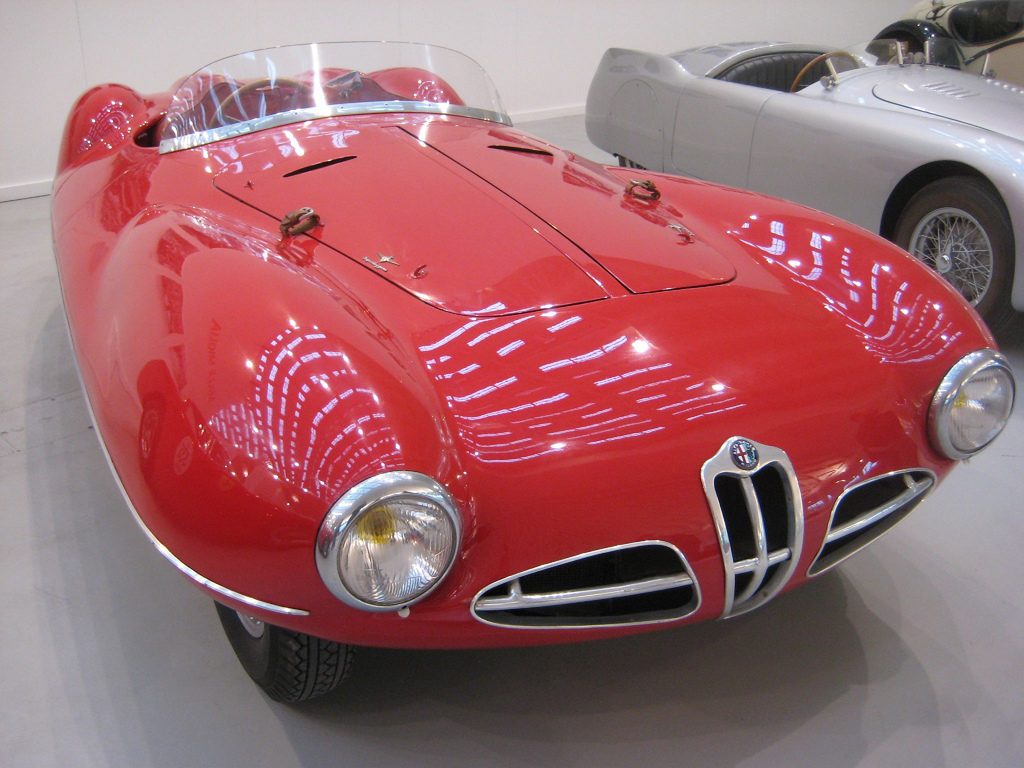
Alfa Romeo Disco Volante Spider

De Alfa Romeo Disco Volante is de eerste conceptauto van het Italiaanse autohuis Alfa Romeo uit 1952. Deze voor zijn tijd zeer gestroomlijnde Spider werd ontworpen door Carrozzeria Touring.
De auto is gebouwd op het onderstel van een Alfa Romeo 1900. Van de Disco Volante zat er naast de Spider, nog een tweede en een derde model in de koker. De een was een coupéversie, en de andere was een zeer onpraktische versie waarbij aan de zijdes van de auto steen zou worden ingelegd. Beide zijn nooit verder dan de experimentele periode van het ontwerp gekomen. In totaal zijn er slechts zes Disco Volantes gebouwd, waarbij geen enkele precies hetzelfde was.
De naam van de conceptwagen, Disco Volante betekent Vliegende Schotel in het Italiaans. In de jaren dat de Disco Volante werd ontworpen was de maatschappij namelijk erg gegrepen door dit fenomeen uit sciencefictionverhalen.

## Reïncarnatie

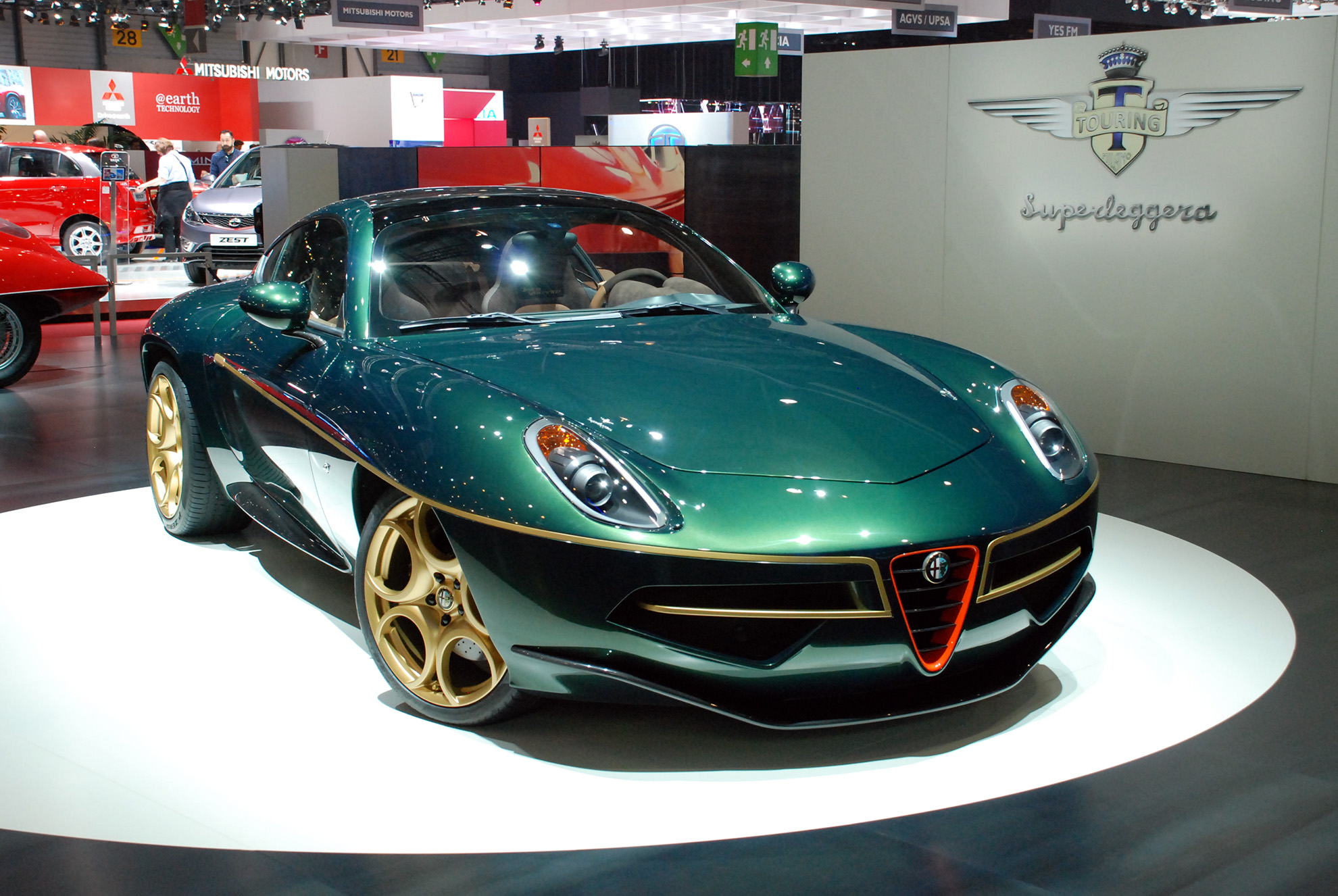

In 2006 is de merknaam Carrozzeria Touring door een Nederlandse investeringsmaatschappij overgenomen, met de intentie nieuwe modellen te ontwikkelen, te bouwen en te verkopen.
Tijdens de Autosalon van Genève van 2012 is (opnieuw in samenwerking met Alfa Romeo) een conceptauto met deze naam geïntroduceerd, ditmaal op basis van de Alfa Romeo 8C vanwege het diamanten jubileum van deze eerste conceptcar van Alfa Romeo. Naast de naam ontleent de auto diverse stijlelementen aan het origineel.
Er werden er 15 van gebouwd: 8 stuks van de coupe en 7 van de spyder. De wagen gebruikt de 4,7 liter V8 uit de Alfa Romeo 8C.